# Viscera (album)
Viscera è un album della cantante norvegese Jenny Hval, il primo pubblicato con il suo nome dopo i due usciti in precedenza come "rockettothesky".
La rivista Uncut lo ha inserito al numero 42 nella sua lista dei "Top 50 Album del 2011". In Review Online lo ha inserito al numero 8 nella sua lista dei "Top 15 Album del 2011".

## Tracce
1. Engines in the City – 3:38
2. Blood Flight – 6:45
3. Portrait of the Young Girl as an Artist – 6:40
4. How Gentle – 7:25
5. A Silver Fox – 1:43
6. Golden Locks – 6:18
7. This Is a Thirst – 8:02
8. Milk of Marrow – 7:54
9. Black Morning/Viscera – 6:00